# Carlos Schwanke
 Carlos Eduardo Schwanke  (Brusque, 5 de maio de 1974) é um ex-voleibolista indoor brasileiro com atuações por clubes nacionais e internacionais, assim como pela seleção brasileira, tendo por esta conquistado duas medalhas em edições da Liga Mundial. Atuou no selecionado nacional por oito anos, inclusive nas Olimpíadas de Atlanta. Conquistou também importantes medalhas nas categoria de base da seleção: ouro no Mundial de Portugal em 1991 pela categoria infanto-juvenil, ouro no Campeonato Sul-Americano Juvenil de 1992 no Equador, e ouro no Mundial Juvenil de 1993 realizado na Argentina. Atualmente é treinador de voleibol do Al Rayyan, do Catar. É também o auxiliar técnico da Seleção Brasileira masculina de vôlei.

## Carreira
Carlos Schwanke é filho de pai com descendência alemã e mãe com descendência italiana e foi revelado nas escolinhas de vôlei do Clube Bandeirante Brusque. Ainda nas categorias de base da Sociedade Ginástica Joinvile, disputou a primeira edição dos Joguinhos Abertos de Santa Catarina em 1988
Iniciou sua carreira profissional na Sadia em janeiro de 1990. Desde as categorias de base servia a Seleção Brasileira, e em 1991 disputou pela categoria infanto-juvenil o Campeonato Mundial realizado em Portugal, edição na qual conquistou o título mundial para o país.
No ano seguinte já pela categoria juvenil foi convocado para seleção e disputou o Campeonato Sul-Americano de 1992 realizado no Equador, sagrando-se campeão do continente e qualificando-se para o Mundial da categoria de 1993 realizado na Argentina, no qual também fora convocado e conquistou o ouro. Schwanke foi convocado em 1994 para seleção adulta e disputou a edição desse ano da Liga Mundial, ocasião que vestia a camisa #18 do selecionado brasileiro e obteve a medalha de bronze.
Disputou pelo Fiat/Minas a Superliga Brasileira A na temporada 1994-95 e se destacou nesta edição foi eleito a Revelação do campeonato e melhor no fundamento de bloqueio, e contribui para o clube que defendera terminar no quinto lugar.
Em 1995, foi novamente convocado para disputar mais uma edição da Liga Mundial, desta vez fase final foi no Rio de Janeiro. Desta vez, chegou a final e terminou com a medalha de prata. Transferiu-se para o Frigorífico Chapecó e competiu na temporada 1995-96 terminando na quarta colocação.
Na temporada seguinte defendeu o Flamengo terminando na décima segunda posição da Superliga Brasileira A 1996-97 e sagrou-se campeão carioca de 1996. Ainda em 1996 disputou a Liga Mundial pela seleção principal e terminou na quinta colocação em Roterdã. Convocado pela primeira vez para disputar uma olimpíada, e foi na Olimpíada de Atlanta de 1996, quando terminou na quinta colocação.
Em 1997 esteve na Seleção Brasileira e disputou sua quarta Liga Mundial, mas repetiu o quinto lugar da edição anterior, desta vez a fase final deu-se em Moscou - Rússia. Jogou na temporada 1997-98 pelo Try On MRV/Minas conquistou o título mineiro de 1997 e na Superliga terminou na sexta colocação.
Defendeu o clube da Unincor/Ouro Vida na jornada 1998-99 e conseguiu a oitava colocação da Superliga referente a esta temporada.Também disputou a Copa Minas de 1998, foi eleito Melhor Bloqueio. Renovou com o clube por mais uma temporada e este com a parceria com o Club de Regatas Vasco da Gama, disputou o Campeonato Carioca de 1999, conquistando o título e eleito o Melhor Bloqueio da competição.
Transferiu-se ainda para reforçar Ulbra/Canoas em 2000, e avançou a final da Superliga Brasileira A 2000-01, deixando o título escapar e foi vice-campeão. Renovou com a Ulbra para competir na temporada 2001-02 e novamente chegas as finais da Superliga, mas não avançou além das semifinais, terminando na quarta colocação.
Jogou pelo Bento Gonçalves/RS na temporada 2002-03, quando disputou a Superliga Brasileira A e terminou na sexta posição.
Schwanke se transferiu para a equipe da Unisul e por este clube conquistou o título da III Copa Mercosul , atingiu sua principal meta na temporada a realização pessoal de conquistar jogando por um clube catarinense seu primeiro título nacional, sagrando-se campeão da Superliga Brasileira A 2003-04.
Retornou a equipe da Bento/Union Pack na temporada 2004-05, terminando na sexta colocação. Se transferiu para o voleibol português Sport Clube Lisboa Benfica onde atuou na temporada 2005-06 onde conquistou a Taça de Portugal 
Jogou como profissional pela equipe On Line/ São Leopoldo na temporada 2006-07, quando terminou na oitava colocação, temporada que encerrou sua carreira devido a uma lesão, mas tinha o projeto de formação de atletas e marketing esportivo em desenvolvimento. Cursou Educação Física e já objetivava a carreira de técnico, fundou o Instituto Schwanke . Após sucessivas lesões no joelho, Schwanke decidiu parar de jogar. Entretanto, o vôlei seguiu sendo seu parceiro de vida. A liderança natural nos tempos de jogador, o fez receber o convite para ser auxiliar técnico na Cimed/Florianópolis,antiga equipe de Florianópolis, onde conquistou três títulos nacionais e o Campeonato Sul-Americano de Clubes., além de participar do Mundial de Clubes.
Já almejando a carreira de treinador, Carlos Schwanke atuou como Assistente Técnico do técnico Marcos Pacheco no Cimed/Florianópolis de 2007 a 2010, sagrando-se tricampeão consecutivamente da Superliga Brasileira A, temporadas (2007-08, 2008-09 e 2009-10) e o título do Campeonato Sul-Americano de Clubes.
Surgiu o convite do voleibol suíço para atuar pela primeira vez como treinador de uma equipe, então Schwanke aceitou e comandou o clube Amrsvill na temporada 2011-12, quando conquistou o ouro na Copa da Suíça. Em 2012 acertou para comandar a equipe Al Hilal da Arábia Saudita. Depois, passou por Dar Kulaib (Bahrein) e seleção do Bahrein, até desembarcar em Doha, no Catar para assumir o Al Rayyan, onde permanece até hoje. É também o auxiliar técnico da Seleção Brasileira masculina de vôlei. No país asiático, já conquistou 12 títulos e comanda uma das melhores equipes do continente. Também comandou o Al Rayyan na disputa do Mundial de Clubes. 
Em 2021, foi técnico da Seleção Brasileira de Voleibol Masculino na disputa da Liga das Nações. Esteve na vaga de Renan Dal Zotto, afastado para se recuperar de uma infecção causada pela Covid-19. O Brasil conquistou o título da Liga das Nações na final contra a Polônia.

## Clubes
| Clube                        | País     | De   | Até  |
| Clube Bandeirante Brusque    | Brasil   | ?    | 1988 |
| Sociedade Ginástica Joinvile | Brasil   | 1989 | 1989 |
| Sadia                        | Brasil   | 1990 | ?    |
| Fiat/Minas                   | Brasil   | 1994 | 1995 |
| Frigorífico Chapecó          | Brasil   | 1995 | 1996 |
| Flamengo/Petrobrás           | Brasil   | 1996 | 1997 |
| Try On MRV/Minas             | Brasil   | 1997 | 1998 |
| Unincor/Ouro Vida            | Brasil   | 1998 | 1999 |
| Ulbra/Compaq                 | Brasil   | 2000 | 2001 |
| Ulbra/RS                     | Brasil   | 2001 | 2002 |
| Bento Gonçalves              | Brasil   | 2002 | 2003 |
| Unisul                       | Brasil   | 2003 | 2004 |
| Bento/Union Pack             | Brasil   | 2004 | 2005 |
| Sport Clube Lisboa Benfica   | Portugal | 2005 | 2006 |
| Online/São Leopoldo          | Brasil   | 2006 | 2007 |

## Títulos e resultados
- 1994/95- 5º Lugar da Superliga Brasileira A[5]
- 1995/96- 4º Lugar da Superliga Brasileira A[5]
- 1996 -Campeão do Campeonato Carioca[3]
- 1996 - 5º Lugar da Liga Mundial (Roterdã,  Países Baixos)[3]
- 1996 - 5º Lugar da Olimpíada (Atlanta,  Estados Unidos)[7]
- 199/97 - 12º Lugar da Superliga Brasileira A[5]
- 1997- 5º Lugar da Liga Mundial (Moscou,  Rússia)[3]
- 1997 - Campeão do Campeonato Mineiro[3]
- 1997/98 - 6º Lugar da Superliga Brasileira A[5]
- 1998/99 - 8º Lugar da Superliga Brasileira A[5]
- 2000/01 - 2º Lugar da Superliga Brasileira A[5]
- 2001/02 - 4º Lugar da Superliga Brasileira A[5]
- 2002/03 - 6º Lugar da Superliga Brasileira A[5]
- 2003/04 - Campeão da Superliga Brasileira A[5]
- 2004 - Campeão da Copa Mercosul[3]
- 2004/05 - 6º Lugar da Superliga Brasileira A[5]
- 2006 - Campeão da Taça de Portugal[12]
- 2007/08- Campeão da Superliga Brasileira A[14]
- 2008/09- Campeão da Superliga Brasileira A[14]
- 2009/10- Campeão da Superliga Brasileira A[14]
- 2011-12 - Campeão da Copa da Suíça[14]
- 2012 - Campeão da Copa do Golfo
- 2012/13 - Vice campeão da Liga Saudita de Vôlei
- 2015 - Campeão da Copa do Bahrein
- 2015/16 - Campeão da Liga do Bahrein
- 2016 - Vice Campeão da Copa do Bahrein
- 2016 - Vice campeão do Campeonato Árabe de Seleções
- 2017 - 3º lugar do Campeonato Árabe de Clubes
- 2017 - 3º lugar da Copa do Golfo
- 2017 - Vice campeão da Copa do Catar
- 2017 - Campeão da Supercopa do Catar
- 2018 - Campeão do Campeonato Catari
- 2018 - Campeão do Campeonato de Clubes do Catar
- 2018 - Campeão da Liga do Catar
- 2018 - Campeão da Copa do Catar
- 2018 - Campeão da Emir Cup
- 2018 - Campeão da Supercopa do Catar
- 2019 - Campeão do Campeonato de Clubes Árabes

## Premiações individuais
- Melhor Bloqueador da Superliga Brasileira de Voleibol Masculino de 1994-95
- Revelação da Superliga Brasileira de Voleibol Masculino de 1994-95
- 1998- Melhor Bloqueador da Copa Minas
- Melhor Bloqueador do Campeonato Carioca Voleibol Masculino de 1999
- Melhor Central da Superliga Brasileira de Voleibol Masculino de 2004-05[11]